# Eberstadt (Baden-Württemberg)
Eberstadt è un comune tedesco di 3 218 abitanti, situato nel land del Baden-Württemberg.